# Mercado de Kejetia
El Mercado de Kejetia (en inglés: Kejetia market) es un mercado al aire libre en la ciudad de Kumasi, ubicado en la región de Ashanti en el centro sur de Ghana. Está en la Región Forestal Lluviosa a unos 250 kilómetros (160 millas) (por carretera) al noroeste de Acra. Kumasi está a aproximadamente 300 millas (480 km) al norte de la línea ecuatorial y 100 millas (160 km) al norte del Golfo de Guinea. Se le conoce popularmente como "La Ciudad Jardín" o "corazón activo" de Ghana debido a sus muchas hermosas especies de flores y plantas.
El mercado Kejetia es el mayor mercado de África occidental con más de 10.000 tiendas y puestos.
Limita al norte con el Centro Cultural de Kumasi y al noroeste con el Hospital Docente Komfo Anokye. La parte sur del mercado constituye una frontera con Adum, el centro comercial de la ciudad. Prácticamente todo lo que se quiere comprar en un mercado se puede encontrar en Kejetia. Va desde joyas, alimentos, artículos de tocador, telas preciosas (en el centro del mercado), especias y granos.